# فردآباد
فردآباد، روستایی از توابع بخش پلنگ‌آباد شهرستان اشتهارد در استان البرز ایران است.

## جمعیت
این روستا در دهستان جارو قرار دارد و براساس سرشماری مرکز آمار ایران در سال ۱۳۸۵، جمعیت آن ۲۳۹ نفر (۶۰خانوار) بوده‌است. مردم فردآباد به زبان ترکی سخن می‌گویند.